# Wolken (Flinke Namen)
Wolken is een single van de Nederlandse hiphopgroep Flinke Namen uit 2009. Het stond in hetzelfde jaar als tiende track op het album Superstuntwerk, waarvan het de tweede single was na Als zij langs loopt.

## Achtergrond
Wolken is geschreven door Murth Mossel, Thomás Goethals, Glen Faria en Yousef Gnaoui en geproduceerd door The Flexican. Het nummer is een meer ingetogen lied ten opzichte van de eerdere single. De tekst is persoonlijker en de videoclip is een kalm zwart-wit filmpje. Het lied was ook een stuk minder succesvol dan Als zij langs loopt. Het kwam niet in de Nederlandse Top 40, maar bleef steken in de Tipparade. In de Single Top 100 had het wel een notering, waar het tot de 53e plaats reikte.